# Ainoa Quiñones
Ainoa Quiñones Montellano (Madrid, 28 de diciembre de 1982) es una economista, política y profesora universitaria española.
Quiñones es profesora en la Universidad de Cantabria y es miembro del Partido Socialista de Cantabria (PSC-PSOE), siendo además vicesecretaria general del PSOE de Santander y secretaria de Economía y Comunicación de la Ejecutiva del PSC-PSOE. Ha sido, entre 2020 y 2023, delegada del Gobierno en Cantabria.

## Biografía

### Primeros años, educación y carrera académica
Quiñones nació en Madrid en 1982 pero creció en Belmonte, Cuenca. Se licenció en economía y se doctoró en Ciencias Económicas en el Programa de Doctorado Interuniversitario en Economía, Gestión de la Innovación y Políticas Tecnológicas en 2012, compartido entre la Universidad Complutense, la Universidad Politécnica y la Universidad Autónoma de Madrid.
En el ámbito académico, sus principales líneas de investigación son la gestión de la innovación y la cooperación en ciencia y tecnología para el desarrollo. Fue becada por la Universidad Politécnica de Madrid, donde desarrolló varios estudios sobre los patrones de I+D+i en las empresas Españolas. Asimismo, ha sido investigadora asociada del Instituto Complutense de Estudios Internacionales (ICEI) y de la Fundación Sistema e investigadora visitante del Instituto de Estudios para el Desarrollo (IDS) de la Universidad de Sussex en Reino Unido y de la Universidad Andina Simón Bolívar en Quito, Ecuador. En enero de 2013 fue acreditada como profesora Contratada Doctora por la Agencia Nacional de Evaluación de la Calidad y Acreditación (ANECA).
En 2011 fundó, junto a otros investigadores y docentes la Red Española de Estudios del Desarrollo (REEDES). En 2017, fue elegida vocal de la Junta Directiva de la asociación para el periodo 2017-2020.
En 2008 se mudó a Cantabria para trabajar en la Universidad, donde actualmente es profesora del Departamento de Administración de Empresas. Tiene dos hijos.

### Política
Miembro del Partido Socialista Obrero Español (PSOE), fue elegida concejal del Ayuntamiento de Piélagos en las elecciones municipales de 2011, tomando posesión del cargo el 30 de junio de ese año, y se mantuvo durante toda la legislatura. Posteriormente, se afilió en Santander donde en julio de 2017 la Ejecutiva regional cántabra la nombró secretaria de Economía y Comunicación y en noviembre de 2017 la ejecutiva municipal del partido en Santander la nombró vicesecretaria general.
Concurrió a las elecciones municipales al Ayuntamiento de Santander del 26 de mayo de 2019, siendo número dos de la candidatura socialista y coordinadora del programa electoral del PSOE para Santander. Resultó elegida, siendo nombrada además portavoz adjunta del Grupo Municipal Socialista.

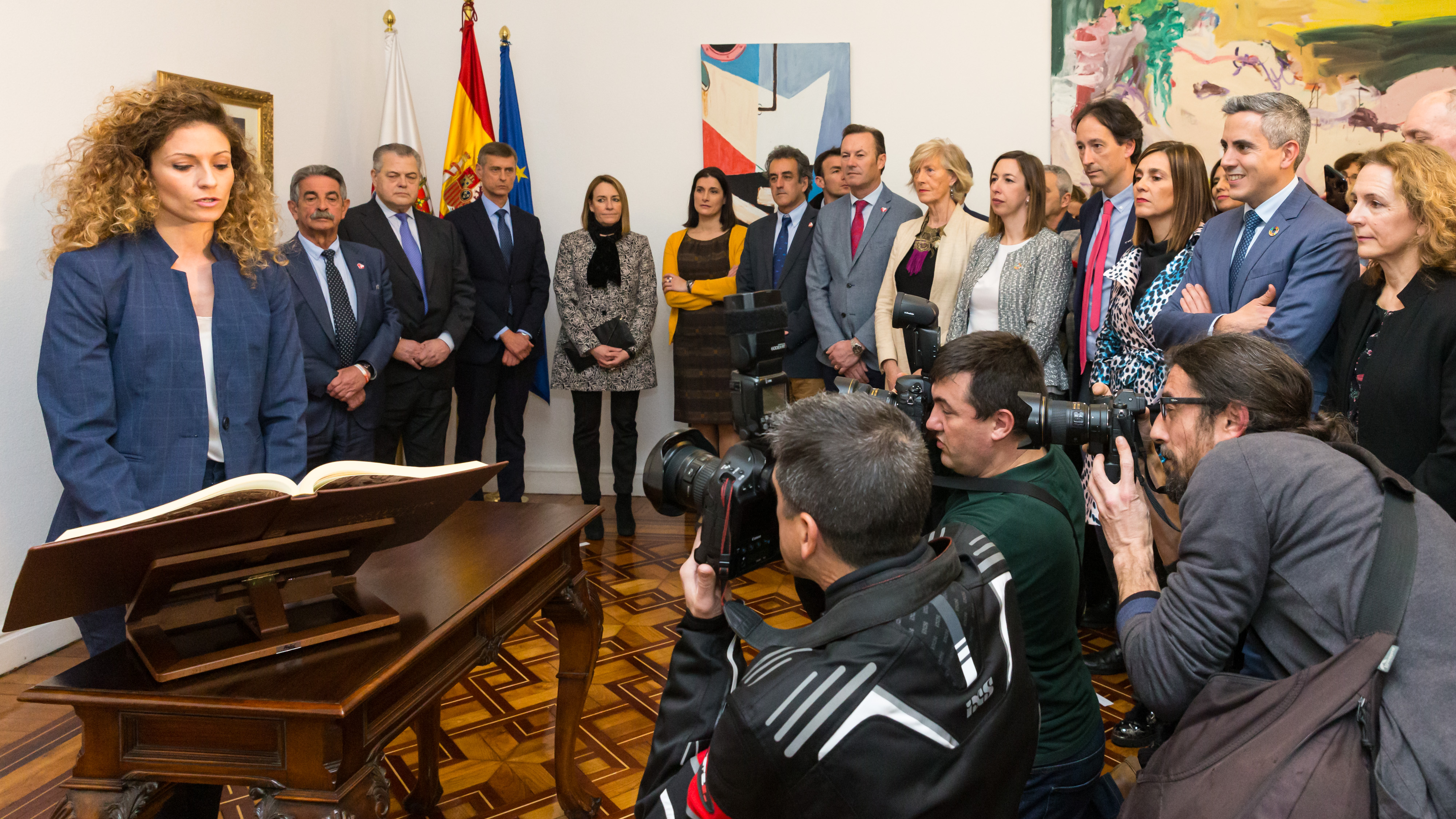
Toma de posesión de Quiñones como delegada del Gobierno en Cantabria.

En octubre de 2019 entró a formar parte del Consejo de Administración de la Autoridad Portuaria de Santander como vocal en representación de la Comunidad Autónoma de Cantabria, cargo que mantiene actualmente aunque desde febrero de 2020 en representación de la Administración General del Estado.
En febrero de 2020 el presidente del Gobierno, Pedro Sánchez, la escogió para sustituir a Eduardo Echevarría al frente de la Delegación del Gobierno en Cantabria. Tomó posesión del cargo el 5 de marzo, acto al que acudieron el presidente de Cantabria, Miguel Ángel Revilla, y la ministra de Hacienda y portavoz del Gobierno, María Jesús Montero. Cesó en diciembre de 2023, siendo sustituida por la exconsejera de Empleo y Políticas Sociales del Gobierno de Cantabria, Eugenia Gómez de Diego.